# 智慧村的座敷童子
《智慧村的座敷童子》（日语：インテリビレッジの座敷童）是由日本輕小說家镰池和馬負責原作、真早負責繪製插畫的新銳小说。譯者由林信帆擔任第一卷，二至三卷以廖文斌担当。

## 概要
田園風光與尖端科技共存的區域，這就是「智慧村」。
此處把「鄉下」這特質詮釋得淋漓盡致，連「妖怪」也深受吸引，前來尋求舒適的「棲身環境」。當然，那妖怪也跑來住在我家了。
電擊文庫MAGAZINE的插圖企畫－「illust×story」的催生之作~！以超自然喜劇的方式隆重登場~！

## 出場人物

### 陣內家
陣内忍
居住智慧村的高中生。長相普通、卻有擔當的班级委员。有者十分認真地一面，例如在暑假為了探望問題兒童而来往了療養院等。據聽座敷童子的說明，不知為何遭遇妖怪的機率異常高。
座敷童子
居住将鄉村品牌化的智慧村之座敷童子，小名「緣（ゆかり）」。是巨乳眼鏡的大姐姐，雖然居住在陣內家，但對座敷童子的本質毫不在意，而且總是在玩高規格的遊戲。
雪女
蘿莉少女，經常發呆，讓人產生想要照顾她的欲望。但擁有逼迫相遇的男性一同跟她结婚的習性，在某種意義上是十分危險的妖怪，與夏天完全不合。
貓又
長期住在陣内家附近的貓科妖怪，跟雪女一樣是致命誘發體。

### 警察
内幕隼
一名警察。歸屬處理殺人案件等兇惡犯罪的刑事一科。不管到哪裡都穿著西裝，有點被常理定型的常識人類。

### 菱神家
菱神豔美
雙馬尾穿著泳裝的少女。不知為何出沒於那些詭異的事發現場。是推理狂熱的現代女中学生。與姐姐不同，胸部十分貧弱。
菱神舞
豔美的親姐姐。似乎從事有危險的工作，性格和口氣比較隨意，是一個依靠海苔過日的怪人，跟妹妹不同，胸部十分豐滿。

### 風化村的居民
小手蜜惑歌
忍的同级學生。擁有跟股票相關的金融才能，是一名大富豪，過著悠然閒適的生活。居住在療養院裡以病人自居，是否真有病這點無法辨認（不過大概是在裝病）。
祝
名為「百鬼夜行」組織的女頭領。有墨守成規的性格，對突然遇襲時的狀況反應相當脆弱。

## 小說一覽
- 日文版

1. （2012年5月10日、ISBN 978-4-04-886554-8）
2. ②（2012年11月10日、ISBN 978-4-04-891086-8）
3. ③（2013年6月7日、ISBN 978-4-04-891611-0）
4. ④（2014年7月10日、ISBN 978-4-04-866693-0）
5. ⑤（2014年12月10日、ISBN　978-4-04-869097-3）
6. ⑥（2015年5月9日、ISBN　978-4-04-865120-2）
7. ⑦（2015年6月10日、ISBN　978-4-04-865121-9）
8. ⑧（2015年9月10日、ISBN　978-4-04-865380-0）
9. ⑨（2015年12月10日、ISBN　978-4-04-865564-4）

- 中文版

1. 智慧村的座敷童子（2014年4月29日、ISBN 978-986-325-900-8）
2. 智慧村的座敷童子2（2014年10月23日、ISBN 978-986-366-182-5）
3. 智慧村的座敷童子3（2015年5月27日、ISBN 978-986-366-502-1）
4. 智慧村的座敷童子4（2015年11月25日、ISBN 978-986-366-805-3）
5. 智慧村的座敷童子5（2016年12月23日、ISBN 978-986-473-441-2）
6. 智慧村的座敷童子6（2018年11月22日、ISBN 978-957-564-471-0）
7. 智慧村的座敷童子7（2019年4月24日、ISBN 978-957-564-843-5）
8. 智慧村的座敷童子8（2022年1月24日、ISBN 978-626-321-105-6 ）
9. 智慧村的座敷童子9（2022年1月24日、ISBN 978-626-321-106-3 ）

## 外部連結
- 台灣角川KADOKAWA－智慧村的座敷童子(1) （页面存档备份，存于）
- 鎌池和馬10周年－智慧村的座敷童子web閱覽 （页面存档备份，存于）（日語）